# Jordi Llavina i Murgadas
Jordi Llavina i Murgadas (Gelida, Alt Penedès, 19 de març de 1968) és un escriptor, poeta, crític literari, professor de llengua Catalana i presentador de ràdio i televisió.
És llicenciat en filologia catalana per la Universitat de Barcelona.
Ha treballat en el món editorial, en l'ensenyament i, des de fa vint anys, exerceix com a periodista cultural.
Es va donar a conèixer l'any 2001 en guanyar el Premi Josep Pla de narrativa amb la novel·la Nitrato de Chile. Col·labora al diari Avui, a El Mundo a La Vanguardia, TV3 i a El 3 de vuit; i condueix el programa de televisió El book insígnia. A la ràdio, va presentar el programa Fum d'estampa a la desapareguda emissora Catalunya Cultura. També va col·laborar al programa L'ofici de viure de Catalunya Ràdio a la secció dels Mails d'amor.
A la seva maduresa, és quan comença a crear obres de distints gèneres, com el poètic o el narratiu. En el terreny de la poesia, el 2006 va guanyar el Ciutat de Mallorca gràcies al recull La Corda del Gronxador; i, l'any 2007, el Premi Alfons el Magnànim de poesia en llengua catalana amb l'obra Diari d'un setembrista. Amb aquesta mateixa obra també obté, un any més tard el Premi Crítica Serra d'Or de poesia. A aquests reconeixements li segueixen el Vicent Andrés Estellés de poesia per Entrada de fosc (2011) dels Premis Octubre i el Premi de la Crítica de la poesia catalana pel poemari Vetlla (2013).
El juny del 2013 va participar en la III Trobada de clubs de lectura de les Biblioteques de l'Alt Penedès i el Garraf, de qui els lectors de tots els Clubs de lectura n'havien llegit les obres Ningú ha escombrat les fulles, Londres nevat i El llaütista i la captaire.
El 2014 Llavina va ser el comissari de l'Any Vinyoli, per a commemorar el centenari del reconegut poeta català.
El 2022 va guanyar el 64è Premi Carles Riba de poesia amb l'obra Un llum que crema.

## Obres

### Narrativa breu
- 1999 La capa d'ozó
- 2001 Dies de Galícia
- 2009 Londres nevat

### Novel·la
- 1994 La matèria del temps
- 1999 La mà tallada
- 2001 Nitrato de Chile
- 2008 Ningú ha escombrat les fulles
- 2013 El llaütista i la captaire
- 2023 Proses de l'entrecalor (Editorial Gavarres)

### Poesia
- 2006 La corda del gronxador. Mallorca: Editorial Moll; Barcelona: Proa
- 2007 Diari d'un setembrista. Alzira: Bromera
- 2011 País de vent. Palma: Lleonard Muntaner
- 2012 Vetlla. València: Edicions 3i4
- 2013 Contrada València: Edicions 3i4
- 2015 Matí de la mort. València: Edicions 3i4
- 2017 Ermita. Barcelona: Meteora
- 2020 El magraner. Valls: Cossetània
- 2021 L'anell. Barcelona: Meteora[9]
- 2022 Un llum que crema. Barcelona: Proa

### Assaig
- 2022 100 Llibres catalans que fan de bon llegir. Valls: Cossetània[10]

### Traduccions
- 2014 El pequeño trol MUMIN, Mymbla y la pequeña My. Barcelona: Coco Books.

### Estudis literaris
- 2014 Neu, fang, rosada, constel·lació : articles, treballs, apunts sobre la poesia de Joan Vinyoli, amb pròleg de Valentí Puig.
- 2015 L'Expedició dels catalans a Orient, de Ramon Muntaner; versió de Jordi Llavina.

## Premis[calcitació]
- 2001 Josep Pla per Nitrato de Chile
- 2006 Ciutat de Mallorca per La corda del gronxador
- 2007 Premi Alfons el Magnànim de poesia per Diari d'un setembrista
- 2008 Premi Crítica Serra d'Or de poesia per Diari d'un setembrista
- 2010 Premi Vila de Martorell de poesia per País de Vent
- 2011 Premi Vicent Andrés Estellés de poesia per Entrada de fosc
- 2012 Recull-Rafael Cornellà de retrat literari per L'home que encara fa servir barret.
- 2013 Premi de la crítica - poesia catalana per Vetlla.
- 2018 Premi Lletra d'Or per Ermita.
- 2019 43è Premi Marià Manent per El magraner.
- 2022 Premi Carles Riba per Un llum que crema.[8]